# جامعة الإسراء (غزة)
جامعة الإسراء هي جامعة فلسطينية تأسست عام 2014، ويقع مقرها الرئيسي في مدينة الزهراء بمحافظة غزة، ولها مقر آخر في حي التفاح بمدينة غزة. الجامعة عضو في اتحاد الجامعات العربية، وفي منظمة العالم الإسلامي للتربية والعلوم والثقافة، وفي اتحاد جامعات العالم الإسلامي، والاتحاد العالمي للمؤسسات العلمية وفي الاتحاد الدولي للجامعات.

## التاريخ
تأسست الجامعة عام 2014. مقرها الرئيسي في مدينة الزهراء، ولها مقرات أخرى في حي الرمال وحي التفاح بمدينة غزة.

### حرب 2023
خلال الحرب الإسرائيلية على قطاع غزة عام 2023–2024، ذكرت الجامعة أن الجيش الإسرائيلي استخدم مبناها الرئيسي في الزهراء مركزًا لاحتجاز وقنص الفلسطينيين، وثكنةً عسكرية لآلياته لحوالي 70 يومًا، ثم قام بنسف المبنى الذي يضم كليات البكالوريوس والدراسات العليا في 18 يناير 2024.
كما ودمر أيضًا مبنى المستشفى الجامعي، ومباني المختبرات الطبية والتمريضية والهندسية، ومبنى الكافتيريات، ومبانٍ تستخدم للتدريب الإعلامي، وقاعة المحكمة الخاصة بكلية القانون وقاعات التخرج والمسجد الجامعي. بالإضافة إلى المتحف الوطني الذي يضم نحو 3 آلاف قطعة أثرية حيث نُهب ونُسف.
كما قُصف ونُهب مقر الدراسات المتوسطة في حي التفاح، ومقر التعليم المستمر في حي الرمال.
أدانت وزارة التعليم العالي والبحث العلمي الفلسطينية نسف الجامعة، واعتبرته «استمراراً للمشهد التدميري الذي يستهدف مؤسسات التعليم العالي، بحيث استهدف الاحتلال في وقت سابق عدداً كبيراً من مؤسسات التعليم العالي في قطاع غزة ودمرها بشكل كلي أو جزئي، وذلك ضمن الحرب الإجرامية التي يشنها بحق الشعب الفلسطيني». أكدت الوزارة «أن مؤسسات التعليم العالي في القطاع ستنهض من جديد وستواصل رسالتها السامية بالرغم من عدوان الاحتلال وإجرامه.»

## الرؤية والأهداف
تهدف الجامعة إلى تعزيز منظومة القيم الأخلاقية والوطنية وتنمية المجتمع، وإعداد خريجينَ قادرينَ على تلبَيةِ احتياجاتِ سوق العمل، بالإضافة إلى تنمَيةُ البحث العلمي وتدعيم الشراكة الأكاديمية مع الجامعات المحليّة والإقليمية والعالمية.

## الكليات
توفر جامعة الإسراء 3 برامج للماجستير، وبرنامج للدبلوم العالي، و16 برنامجًا للبكالوريوس، و12 برامجًا للدبلوم المتوسط، من خلال كلياتها وهي:
| تخصصات كليات جامعة الإسراء        | تخصصات كليات جامعة الإسراء                                       | تخصصات كليات جامعة الإسراء                                  | تخصصات كليات جامعة الإسراء                    |
| --------------------------------- | ---------------------------------------------------------------- | ----------------------------------------------------------- | --------------------------------------------- |
| عمادة الدراسات العليا             | ماجستير القانون                                                  | ماجستير إدارة الأعمال                                       | ماجستير علوم المحاسبة والتمويل                |
| كلية العلوم الطبية                | بكالوريوس علوم التمريض                                           | بكالوريوس العلوم الطبية المخبرية                            | بكالوريوس علم النفس الإكلينيكي                |
| كلية الهندسة وتكنولوجيا المعلومات | بكالوريوس هندسة تكنولوجيا البيئة والطاقة                         | بكالوريوس الهندسة الميكانيكية - فرعي هندسة التكييف والتبريد | بكالوريوس الحوسبة النقالة                     |
| كلية الهندسة وتكنولوجيا المعلومات | بكالوريوس الوسائط المتعددة والرسوم المتحركة                      | بكالوريوس الأمن السيبراني                                   | بكالوريوس الذكاء الاصطناعي                    |
| كلية العلوم الإدارية والمالية     | بكالوريوس المحاسبة                                               | بكالوريوس إدارة الأعمال                                     | بكالوريوس التجارة الالكترونية والتسويق الرقمي |
| كلية القانون                      | بكالوريوس القانون                                                | بكالوريوس القانون                                           | بكالوريوس القانون                             |
| كلية العلوم الإنسانية             | بكالوريوس اللغة الإنجليزية وآدابها                               | بكالوريوس اللغة الإنجليزية - ترجمة                          | بكالوريوس اللغة الإنجليزية - تربية            |
| كلية العلوم الإنسانية             | بكالوريوس الصحافة وتكنولوجيا الإعلام والاتصال - الصحافة السياسية | بكالوريوس الصحافة وتكنولوجيا الإعلام والاتصال               | بكالوريوس الصحافة وتكنولوجيا الإعلام والاتصال |
| كلية الدراسات المتوسطة            | دبلوم مساعد صيدلي                                                | دبلوم التمريض                                               | دبلوم المحاسبة التقنية                        |
| كلية الدراسات المتوسطة            | دبلوم إدارة وأتمتة المكاتب                                       | دبلوم مساعد عدلي                                            | دبلوم الوسائط المتعددة والمونتاج              |
| كلية الدراسات المتوسطة            | دبلوم تكنولوجيا المباني الذكية                                   | دبلوم هندسة التكييف والتبريد                                | دبلوم شبكات الحاسوب والانترنت                 |
| كلية الدراسات المتوسطة            | دبلوم الهندسة وتكنولوجيا المعلومات                               |                                                             |                                               |

- في 7 سبتمبر 2020، وضعت وزيرة الصحة مي الكيلة حجر أساس مستشفى الإسراء الجامعي في الزهراء.[15]

### شهادات
- في 28 يونيو 2020، حصلت جامعة الإسراء على شهادة الجودة العالمية (ISO 9001:2015).[16]

### العضويات
- حاصلة علي عضوية اتحاد الجامعات العربية
- حاصلة على عضوية الاسسكو
- حاصلة علي عضوية رابطة الجامعات الإسلامية
- حاصلة على عضوية الاتحاد العالمي للمؤسسات العلمية
- حاصلة على عضوية اتحاد الجامعات الدولي

## وصلات خارجية
- موقع الجامعة الرسمي